# Complejo Deportivo Mansiche

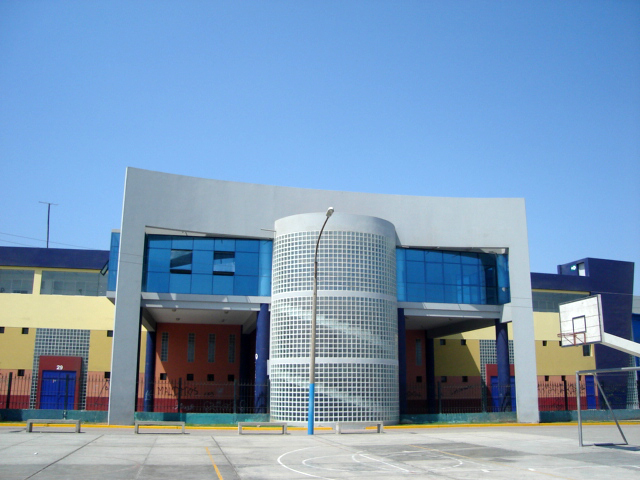
Vista del Estadio Mansiche.

El Complejo Deportivo Mansiche es un centro deportivo ubicado en la ciudad peruana de Trujillo en la Región La Libertad. Cuenta con diversas instalaciones deportivas siendo la capacidad de su recinto principal, el Estadio Mansiche, unos 25.000 espectadores. La ODEBO en coordinación con representantes del Instituto Peruano del Deporte programó que este complejo deportivo forme parte del desarrollo de los Juegos Bolivarianos Trujillo 2013 a realizarse del 16 al 30 de noviembre del mismo año.

## Recintos deportivos
- Estadio Mansiche[2]

- Piscina Olímpica Mansiche, fue uno de los escenarios de los  XVII Juegos Bolivarianos Trujillo 2013 para el desarrollo de competencias de natación.[3] Las instalaciones de la piscina forman parte del Complejo Deportivo Mansiche y es un centro de natación en la ciudad de Trujillo. Cuenta con una piscina de precalentamiento construida para los Juegos Bolivarianos de 2013.

- Coliseo Gran Chimú, es un recinto techado multiusos de la ciudad de Trujillo (Perú); sede natural del Concurso Internacional de Marinera, símbolo de la ciudad de Trujillo. *Fue sede de diversos acontecimientos deportivos entre los que destacan El IX Campeonato Mundial de Voleibol Femenino de mayores realizado en Perú el año 1982. En el año 2011, se llevó a cabo el Campeonato Mundial de Voleibol Femenino Sub-20, en Lima y Trujillo. En este coliseo se llevaron a cabo los partidos del Grupo B (Brasil, Serbia, Italia y Cuba) y Grupo D(Rusia, Japón, China y República Dominicana). Fue designado para albergar algunas disciplinas deportivas como vóley en los XVII Juegos Bolivarianos Trujillo 2013 en la ciudad de Trujillo.

## Acontecimientos
- Juegos Bolivarianos de 2013
- Primera División del Perú
- Copa América 2004